# 대원교육재단
학교법인 대원교육재단(學校法人 大原敎育財團)은 대한민국의 학교법인이며, KD운송그룹의 계열법인이다.

## 계열 학교
대학교
- 세명대학교 (충청북도 제천시)

고등학교
- 세명고등학교 (충청북도 제천시)
- 세명컴퓨터고등학교 (서울특별시 은평구)

## 역사

### 연표
- 1987년 4월 13일 : 충현고등학교 설립계획 인가 (8학급)
- 1987년 5월 16일 : 충현고등학교 본관 기공 (4층)
- 1987년 11월 17일 : 대원여객(현 KD운송그룹)을 모기업으로 하여 학교법인 대원교육재단 설립 인가 (설립자 겸 초대 이사장 권영우)
- 1987년 11월 17일 : 충현고등학교 설립 인가
- 1987년 11월 27일 : 충청북도 제천시 신월동 산18-3에서 학교법인 설립. (당시 총자산 253,256,845원)
- 1988년 3월 2일 : 충현고등학교 제 1기생 입학식(8학급)
- 1988년 12월 20일 : 1990년도 대학설립계획 승인
- 1990년 11월 28일 : 세명대학 설립 인가 (10개 학과 400명)
- 1991년 3월 1일 : 세명대학 개교 (초대 학장 김엽)
- 1992년 4월 1일 : 세명대학을 세명대학교로 승격 (초대 총장 김엽)
- 1994년 3월 1일 : 충현고등학교를 세명고등학교로 명칭 변경
- 2000년 11월 16일 : 서울 숭덕공업고등학교 인수
- 2001년 3월 1일 : 숭덕공업고등학교를 세명컴퓨터고등학교로 명칭 변경
- 2006년 5월 12일 : 현 위치인 충청북도 제천시 신월동 557로 이전.

### 역대 이사장
1. 권영우
2. 김엽

## 같이 보기
- 학교법인 민송학원
- KD운송그룹
  - 경기고속
  - 대원고속
  - 대원버스
  - 대원교통
  - 대원여객
  - 평안운수
- 영안모자
- OBS경인TV
- 세명대학교
- 세명고등학교
- 세명컴퓨터고등학교